# Club Deportivo Atlético Baleares

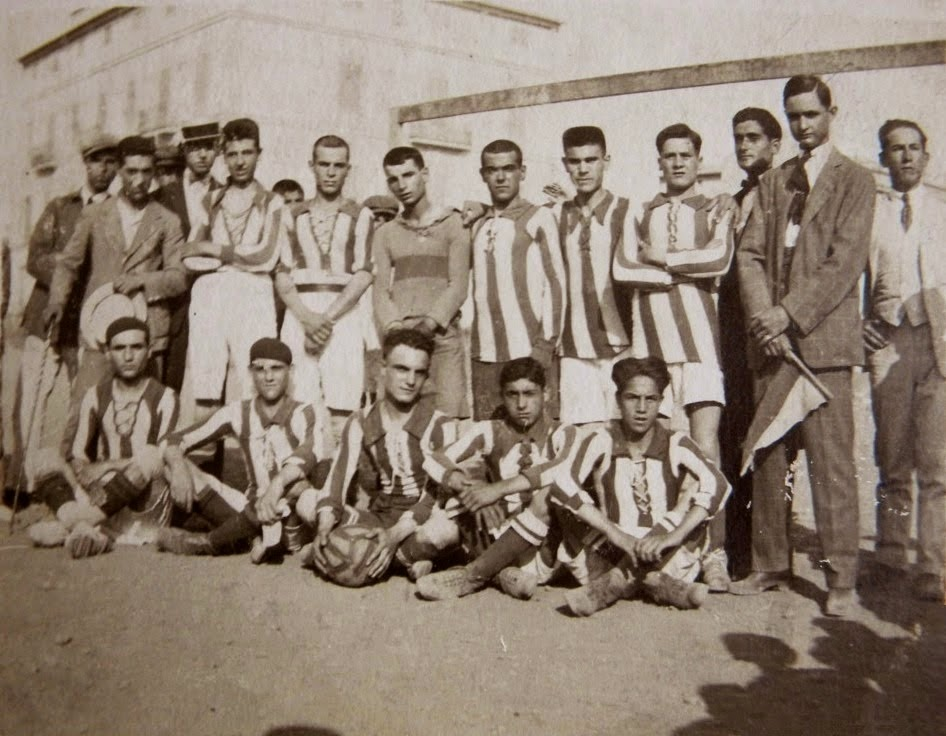
Baleares FC, julio de 1921

El Club Deportivo Atlético Baleares, S. A. D. es un club de fútbol español de la ciudad de Palma de Mallorca, en las Islas Baleares, fundado en 1920. Disputa sus partidos en el Estadio Balear, en la capital de la comunidad. Desde 2012 funciona como sociedad anónima deportiva.
El primer equipo masculino milita en la Segunda Federación, cuarto escalón del fútbol a nivel estatal. El primer equipo femenino milita en la Primera Federación segunda categoría del fútbol femenino español. El fútbol base de la entidad abarca hasta una docena de equipos.
Sus orígenes están asociados a las clases trabajadoras de la ciudad y desde los años 1920 ha sido el tradicional rival del RCD Mallorca a escala regional.
Adoptó su nombre actual en 1942, después de un acuerdo de fusión con el Athletic FC.

## Historia

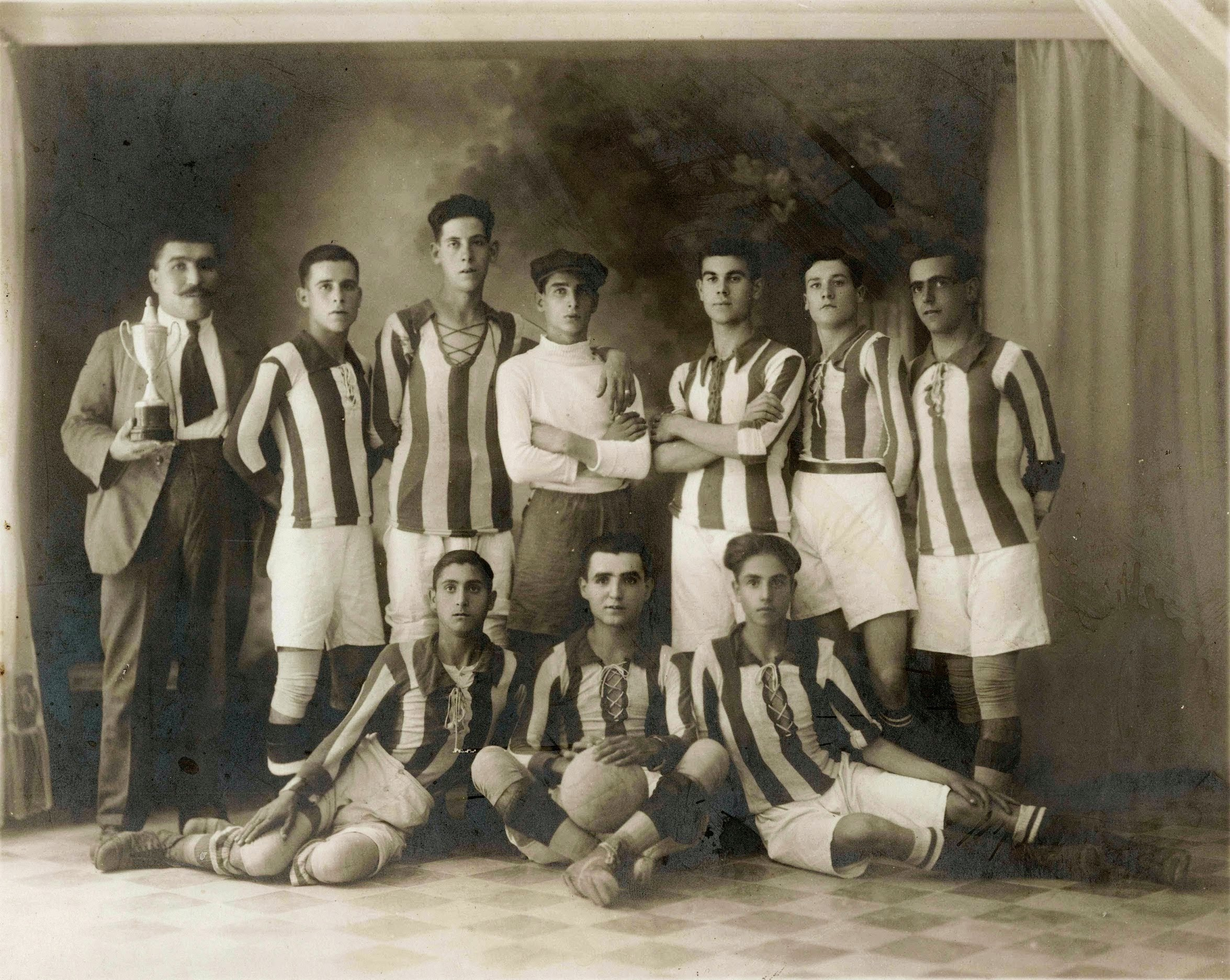
Baleares FC, septiembre de 1921

Hasta cinco libros han tratado la historia del club, por orden de publicación:
- L'Atlètic Baleares. Una historia de supervivencia (2009)[1]

- L'Atlètic Baleares. La història en imatges (2011)[2]

- Els orígens de l’Atlètic Balears (1920-1942). Dels inicis a la fusió (2013)[3]

- L'Atlètic Balears, 1920-1942: els primers anys d'una entitat centenària (2020)[4]

- The Story of Atlètic Balears (2023)[5]

Durante muchos años la historia de la entidad careció de obras de referencia, lo que supuso que por inercia y tradición se situase el origen del club en 1942. No obstante, en los últimos años se probó documentalmente el origen real en 1920, hecho cada vez más conocido y aceptado.

### Los precedentes (I): el Mecánico (1920)
El 3 de abril de 1920 apareció en el diario palmesano Última Hora un artículo sobre la fundación de nuevos equipos de fútbol en Palma, hasta entonces creados por aficionados de clase social media y alta. En el texto destacaba la siguiente frase:

En los talleres de la Isleña tengo noticias que se hacen preparativos para formar un team.

Por primera vez un conjunto de extracción obrera formaba un equipo, a cargo de los trabajadores de la compañía Isleña Marítima, aunque también participaron maquinistas navales en prácticas o estudiantes de esta carrera. Este equipo adoptó el nombre de Mecánico.
Su camiseta adoptó los colores de la compañía marítima: tres franjas azules verticales sobre fondo blanco, inspirándose en las iniciales I-M en fondo azul de las chimeneas en los vapores de la Isleña Marítima. Los pantalones eran azules para aprovechar, debidamente recortados, los monos de trabajo de sus trabajadores. Su local social estaba en el café Can Rasca (calle Sant Miquel n.º 67, antes 187), esquina con Oms, de la capital palmesana. El equipo carecía de campo y jugaba en una explanada del Muelle de Palma, aproximadamente donde estaban situadas las antiguas oficinas de la Isleña Marítima.

### Los precedentes (II): el Fundición Carbonell (o Mallorca) (1920)
En el mismo artículo del diario Última Hora (3 de abril de 1920) destacaba otra frase:

En la fundición de los señores Carbonell se organiza otro once, que promete ser un terrible rival por la corpulencia de la gente obrera que se alista.

Este equipo lo fundaron trabajadores de la Fundición Carbonell, una pequeña empresa metalúrgica de la ciudad. El equipo llevó inicialmente el mismo nombre de la empresa y, posteriormente, adoptó el nombre de Mallorca.
Los colores del equipo constaban de camiseta y pantalones totalmente blancos. Tenía su local social en el café Can Meca (Calle Archiduque Luis Salvador, esquina con Avenidas) en Palma. Jugaba sus partidos en un solar llamado sa Síquia Reial (la Acequia Real), situado entre Avenidas (avenida Comte de Sallent) y la calle Blanquerna de la ciudad.

### Nacimiento del Baleares Fútbol Club (1920)
En un momento dado el Mallorca (antes Fundición Carbonell) abandonó su local social y fue a parar al mismo del Mecánico. Debido a la común extracción obrera de los jugadores y aficiones pronto hubo sintonía entre ambos y decidieron unirse para formar un club más potente. Así, el 14 de noviembre o el 20 de noviembre de 1920 (según las fuentes) se celebró una asamblea fundacional que aprobó la fusión de Mecánico y Mallorca con el nombre de Baleares Foot-ball Club, nombre aceptado por unanimidad por los asistentes al considerarlo más regional y representativo.
El local social del nuevo club permaneció en el café Can Rasca, que hasta entonces lo había sido de ambos clubes. El terreno de juego fue el que hasta entonces había utilizado el Mallorca, sa Síquia Reial. En cuanto a la equipación se adoptó la camiseta a rayas blancas y azules del Mecánico y el pantalón blanco del Mallorca. El primer presidente fue Bartomeu Llabrés Albertí (1886-1951), vinculado hasta entonces al Mallorca.
El nuevo Baleares FC debutó el 21 de noviembre de 1920 ganando por 0–5 en el Velódromo de Tirador al Veloz Sport Balear, en aquel entonces uno de los equipos más potentes. La primera alineación del equipo fue la siguiente: Ribas (F.), Henales, Ribas (A.), Pichichi, Julià, Caubet, Jaume, González, Moranta, Garí y Pepe Fuentes (capitán).

### Años 1920 y 1930. Crecimiento y consolidación del Baleares FC
En 1921 el Baleares FC disputó su primer torneo importante: la Copa Ayuntamiento de Palma, quedando segundo en un torneo que ganó la Real Sociedad Alfonso XIII (actual Real Mallorca). Desde entonces el club fue asiduo de las competiciones que entonces se celebraban en las islas.
Pronto se gestó una acérrima rivalidad que iba más allá de lo deportivo con la Real Sociedad Alfonso XIII Fútbol Club, equipo seguido y apoyado por las clases mayormente acomodadas, en oposición a un Baleares FC cuyos orígenes provenían desde los estamentos más humildes. El nuevo equipo consiguió buenos resultados, aunque casi le tocó jugar el papel de eterno segundón al ser superado por su eterno rival bermellón o, más adelante, por el CD Constancia de Inca. La rivalidad Baleares FC versus RS Alfonso XIII Fútbol Club se ha mantenido hasta nuestros días con diferentes nombres, hasta llegar a los actuales Atlético Baleares y Real Mallorca.
Debido al crecimiento del club, al cabo de pocos años se construyó el nuevo campo de Son Canals en 1923. Con motivo de este traslado la sede social del club se trasladó al café Triquet.
El Baleares FC participó en el Campeonato Regional de Baleares oficial, organizado inicialmente desde 1923 por la Federación Catalana de Fútbol y desde 1926 por la Federación Balear de Fútbol, hasta su supresión en 1940. El club siempre estuvo en primera línea de la competición: fue subcampeón hasta en 9 ocasiones del Campeonato de Mallorca, solamente superado por la RS Alfonso XIII FC (después RCD Mallorca) o por el CD Constancia de Inca. Consiguió vencer en el campeonato mallorquín en la temporada 1927-28, aunque luego perdería la final del campeonato balear ante la Unión Deportiva Mahón por 1–0.
En otras competiciones destacó su triunfo en la Copa Presidente de la República, torneo disputado por los equipos de primera categoría del campeonato mallorquín durante las temporadas 1933-34, 1934-35 y 1935-36, con un trofeo en disputa concedido por el entonces presidente Niceto Alcalá Zamora. El Baleares FC se adjudicó la segunda y la tercera edición y, por consiguiente, la copa en disputa. El club estuvo a punto de participar en la Olimpiada Popular de Barcelona que iba a celebrarse del 19 al 26 de julio de 1936; el alzamiento militar hizo que sus jugadores se encontrasen casualmente en la zona republicana al iniciarse la guerra civil española.
En 1940 cambió su nombre Baleares Foot-Ball Club por Club de Fútbol Baleares, obligado por las directrices del régimen franquista que obligaban a castellanizar toda la terminología deportiva.
Desde 1940 participó en la Primera Regional de Mallorca, una vez que el Campeonato Regional de Baleares se convirtió en divisiones inferiores de la Liga española de fútbol. Entonces los resultados deportivos del club se resentían y ocupaba posiciones bajas que amenazaron con el descenso a Segunda Regional; pero sin llegar a consumarse.

### Fusión con el Athletic FC (1942)
El Ayuntamiento de Palma aprobó en 1942 un plan urbanístico que obligaba a otro club de la ciudad, el Club Deportivo Atlético (hasta 1941 llamado Athletic Foot-ball Club), a abandonar su campo (sa Punta). Como la entidad no disponía de recursos para conseguir un campo nuevo y amenazaba con su desaparición, se iniciaron contactos con otros clubes para estudiar una fusión. Primero probó con el CD Mallorca, pero después de llegar a un preacuerdo se rompieron las negociaciones: el CD Atlético quería que el nuevo club se llamase Atlético-Mallorca, mientras los mallorquinistas no querían ningún cambio. Entonces el CD Atlético contactó con el CF Baleares y se llegó a un acuerdo, rubricado el 27 de mayo de 1942, que básicamente consistía en los siguientes puntos:
- Cambiar el nombre Club de Fútbol Baleares por Club Deportivo Atlético Baleares.
- Mantener los colores blanquiazules del CF Baleares sin variación y diseño de un nuevo escudo.
- Seguir con el mismo local social y el mismo campo del CF Baleares, Son Canals.
- Igualdad de los socios según procedencia de uno u otro club y paridad en la junta directiva.

Como puede verse el acuerdo fue plasmado jurídicamente como fusión, pero en la práctica fue una fusión por absorción del CF Baleares sobre el CD Atlético. La masa social balearica era más numerosa y su esencia humilde se impuso a la de clase media de los atléticos. Además, el nuevo club heredó la rivalidad del CF Baleares con el RCD Mallorca en detrimento del CD Atlético, que mantenía una relación más cordial con los bermellones. El CD Atlético logró que su nombre figurase en el nombre de la nueva entidad (Atlético-Baleares en lugar de Baleares), pero el resto de sus señas de identidad (colores, campo y escudo) desaparecieron.
El CF Baleares ya había incorporado otros pequeños clubes de la ciudad en años precedentes, pero mediante un proceso de absorción directo. Como en este caso dicho proceso fue oficialmente plasmado como fusión, esto permitió al CD Atlético dejar huella en el nombre del club. Mientras, otros clubes directamente absorbidos (como el Mediterráneo FC) fueron olvidados al no dejar rastro alguno. En este caso, y bajo estas condiciones, ambos equipos resultaron beneficiados de la unión. Pere Serra Cladera, hasta entonces presidente del Baleares FC, fue investido como primer mandatario de la nueva entidad. Y Francesc Riera Rigo, presidente del CD Atlético), como vicepresidente.
El primer equipo del Atlético Baleares estuvo formado por: Pericàs, Amengual, Gil, Sureda, Pont, Matas, Mulet, Homar, Brondo, Albella y Riera.

### Años 1940. Ascenso a Tercera División
La primera temporada del Atlético Baleares como tal fue la 1942-43 en Primera Regional. El equipo quedó segundo y sólo pudo ser superado por el CD Mallorca, todo un éxito. Ambos equipos ascendieron a la Tercera División, categoría entonces desaparecida pero recuperada para la temporada siguiente. La nueva categoría supuso que los equipos baleares tuviesen que jugar contra equipos de la península (catalanes o valencianos, o ambos a la vez). Esto causó problemas añadidos logísticos, económicos y de desplazamiento que posiblemente frenaron el despegue deportivo del nuevo club.
Durante aquellos años los resultados deportivos fueron medianos a excepción de los terceros puestos logrados en las temporadas 1945-46 y 1946-47 que le valieron disputar por primera vez la promoción de ascenso a Segunda División en 1946, aunque sin lograr el ascenso.

### Años 1950. Años de crecimiento
Después de clasificaciones muy irregulares, en la temporada 1950-51 el club fue campeón de Tercera División. El equipo jugó la fase de ascenso y fue campeón, ascendiendo a Segunda División por primera vez en su historia. Aquel equipo estaba entrenado por Gaspar Rubio y su once titular era el siguiente: Calpe, Soler, Germán, Pueyo, Duel, Prats, Brondo, Alorda, Álvarez, Miguelín y Marroig.
El Atlético Baleares se mantuvo durante dos temporadas (1951-52 y 1952-53), hasta que volvió a descender. Después de un par de temporadas flojas en Tercera División el equipo regresó a los primeros puestos: fue campeón de liga en la temporada 1955-56 y jugó la promoción de ascenso en 1956, 1957 y 1958. Pero no logró subir de categoría.
Tal era la vitalidad deportiva y social que vivía el club que se decidió construir un nuevo campo: el actual Estadio Balear. El viejo campo de Son Canals se había quedado pequeño y los propietarios de los terrenos amenazaban con el desalojo, y deportivamente el club prometía llegar lejos. A finales de 1958 se aprobó el proyecto, siendo inaugurado el 8 de mayo de 1960 con un partido contra el Birmingham City FC y ganando el envite por 2–0.

### Años 1960. Años de esplendor
A los pocos días de la inauguración del Estadio Balear el club jugó la promoción de ascenso, pero tampoco lo consiguió. A pesar de todo, la dinámica positiva del club era imparable y en la temporada 1960-61 fue campeón de Tercera División. En la promoción de ascenso se impuso primero al CD Olímpic de Xàtiva y después al UD Amistad de Zaragoza. Así el club retornaba a la Segunda División.
El Atlético Baleares se mantuvo en Segunda en las temporadas 1961-62 y 1962-63, y en esta última descendió a Tercera División. A pesar del descenso el club mantuvo un potencial considerable, ya que siempre acababa en los primeros puestos y se clasificó para la fase de ascenso en 1964, 1965, 1966 y 1968; pero no consiguió ascender. En estos años destacan los campeonatos de Tercera División de 1965 y 1968.

### Años 1970. Crisis institucional y deportiva. Adiós a los derbis
Desde finales de los años 1960 el club iba empeorando su situación económica e institucional, un hecho que irremediablemente afectó a la faceta puramente deportiva. El club empeoraba gradualmente sus resultados deportivos con clasificaciones cada vez más peligrosas, hasta que en la temporada 1972-73 se consumó el descenso a Regional Preferente en donde estuvo dos temporadas. Se consiguió recuperar la Tercera División en la temporada 1974-75, pero los resultados continuaron siendo mediocres.
Deportivamente hubo un efímero resurgimiento. Para la temporada 1977-78 se creó una nova categoría, la Segunda División B. Fruto de la obligada reestructuración de la Tercera División (subieron hasta once equipos), el Atlético Baleares logró de rebote un ascenso más administrativo que deportivo. El resultado fue fulminante: en aquella temporada el equipo acabó colista y volvía a la Tercera División, en la que nuevamente consiguió clasificaciones muy pobres.
Con la creación de la Segunda División B, la Tercera División pasaba a ser en realidad una cuarta división. Es decir, el club pasó de aspirar al retorno a Segunda División a finales de los años 1960, a obtener resultados mediocres en una cuarta categoría a finales de los 70.
A la crisis del club hay que añadir la desaparición de la rivalidad deportiva directa con el eterno rival, el Real Mallorca. Ambos equipos oscilaban entre jugar en la misma división o con una categoría de diferencia, que a veces podían ser dos cuando el Real Mallorca conseguía ascender a Primera División desde la temporada 1959-60. Los mallorquinistas sufrieron una crisis similar en los años 1970 que los hizo caer hasta la Tercera División, igualándose temporalmente las fuerzas entre ambos clubes. Pero consiguieron recuperarse: desde la temporada 1980-81, los mallorquinistas nunca han estado por debajo de la Segunda División A y la distancia con el Atlético Baleares se ha agrandado hasta las tres categorías de distancia (desde la temporada 1986-87), o incluso de cuatro en la temporada 2005-06.
Por tanto, desde la temporada 1979-80 los derbis Atlético Baleares-Real Mallorca dejaron de disputarse, salvo los que se jugaron en el Trofeo Nicolás Brondo, contra el Real Mallorca B, o puntualmente en la Copa del Rey de la temporada 1987-88.

### Años 1980. Tocando fondo y auge deportivo
Con el equipo nuevamente en Tercera División (que de hecho era una cuarta división, como se ha dicho) se continuaron sucediendo unos resultados deportivos decepcionantes hasta que se consumó un nuevo descenso a Regional Preferente en la temporada 1980-81. El club se hallaba en una 'quinta categoría', y nunca había estado en un estadio tan bajo. Social y económicamente tampoco se vivía paz en el club, lo cual tampoco ayudaba: el equipo tardó dos temporadas en subir.
Después del retorno a Tercera División en la temporada 1983-84, el equipo recuperó el buen tono situándose nuevamente en las primeras posiciones. Volvió a disputar una promoción de ascenso en la temporada 1985-86 para ascender a Segunda B, a pesar de no lograrlo. Pero una reestructuración de la Segunda División B, que se ampliaría de dos a cuatro grupos, vino a favorecer al club y el equipo ascendió en la temporada 1986-87. Con la reforma ascendieron directamente los dos primeros clasificados (el equipo quedó segundo), así que puede decirse que este segundo ascenso a Segunda B no estuvo exento de mérito deportivo, a diferencia del primero que fue esencialmente administrativo.
El equipo se mantuvo tres temporadas en la categoría (1987-88, 1988-89 y 1989-90) e incluso a lo largo de la temporada 1988-89 estuvo muy cerca del liderato que entonces proporcionaba el ascenso directo a Segunda División A, pero fue un espejismo: el club descendió nuevamente a Tercera División en la temporada 1989-90 al quedar colista de su grupo. De todas formas, a los endémicos problemas económicos e institucionales se les añadían el creciente mal estado del Estadio Balear y la pobre asistencia de público a los partidos. Ni siquiera cuando el Atlético Baleares rozaba el ascenso directo a Segunda División A la recaudación en taquilla era mínimamente ilusionante.

### Años 1990. Estabilidad engañosa
Después del retorno a Tercera División, el equipo entró en una dinámica deportiva agridulce que se alargó durante más de una década. Por un lado, el Atlético Baleares siempre hacía un buen papel en la Tercera División. Entre las temporadas 1990-91 y 2001-02 el equipo se clasificó entre los cuatro primeros (excepto en la 1992-93) para jugar la fase de ascenso a Segunda B. Incluso fue campeón de liga en cuatro ocasiones, tres de ellas consecutivas (1998, 2000, 2001 y 2002). También el primer equipo juvenil consiguió, en la temporada 2001-02, ascender a la División de Honor por primera vez en su historia. Al menos deportivamente, el club funcionaba.
Pero la disputa de la fase de ascenso a Segunda B siempre acababa de manera desastrosa. La disputó en 1991, 1992, 1994, 1995, 1996, 1997, 1998, 1999, 2000, 2001 y 2002. Después de once fases de ascenso en doce temporadas el equipo no consiguió ascender y en el transcurso de ninguna de ellas tuvo opciones de lograrlo. Ni siquiera cuando el equipo había sido campeón en la liga regular consiguió hacer un papel mínimamente digno en la fase de ascenso, algo que acabó desmoralizando al club y la afición y que acabó por pasarle factura.
En aquellos años todos los equipos de las Islas Baleares adolecían del mismo mal cuando se enfrentaban a equipos de la península. Entonces la Tercera División balear tenía un nivel inferior en relación con otros grupos y el Atlético Baleares no fue una excepción.

### Años 2000 (I). Hundimiento y casi desaparición
Después de jugar once fases de ascenso frustradas en doce temporadas entre 1990 y 2002 la entidad fue cayendo en picado en todos los sentidos.
Los problemas extradeportivos, siempre latentes en la entidad, acabaron por afectar su rendimiento. La inestabilidad institucional se agravaba: las relaciones entre la entidad y la Junta de la comunidad de copropietarios del estadio (Procampo), en manos del expresidente Jeroni Petro, iban a peor y provocaron que el club perdiese los ingresos de la publicidad estática del campo. Con el Ayuntamiento de la ciudad tampoco se hallaba ninguna solución para rehabilitar las instalaciones del Estadio. Las idas y venidas de directivos y jugadores eran constantes. De ahí que las temporadas 2002-03 y 2003-04 fueran mediocres deportivamente. También el equipo juvenil descendió de manera contundente después de una única temporada, la 2002-03, en División de Honor.
Pero la temporada 2004-05 fue la del hundimiento total del club. Los jugadores no cobraban, y frecuentemente no se tenían suficientes para completar las convocatorias. El fútbol base fue desmantelado. Los enfrentamientos internos causaron que la Procampo prohibiese el uso del Estadio al club, teniendo que jugarse en el campo municipal del Polideportivo Germans Escales. El caos reinante inevitablemente perjudicó al equipo, que acabó penúltimo y descendió a Regional Preferente.
Aquella época fue una de las más oscuras de la historia del Club a todos los niveles, ya que la entidad estuvo a punto de desaparecer. Jamás estuvo tan cerca de consumarse ese hecho.

### Década de 2000 (II). Recuperación a todos los niveles
Después de tocar fondo y ver muy de cerca la desaparición, desde 2005 el club entró en una dinámica de regeneración económica y deportiva. En el plano económico obtuvo el apoyo primero del empresario inmobiliario alemán residente en Mallorca Matthias Kühn y más adelante del empresario Bartomeu Cursach. Pronto se notó el cambio: el equipo quedó campeón de Regional Preferente la temporada 2005-06 y volvió a Tercera División tan solo un año después de descender.
La temporada 2006-07 fue planificada como un año de transición, de consolidación en Tercera División y apuntalar el proyecto deportivo a todos los niveles. Aun así, el Atlético Baleares quedó sexto clasificado y muy cerca de volver a jugar las fases de ascenso a Segunda B.
La temporada 2007-08 sí fue planificada para aspirar al ascenso. El Atlético Baleares cumplió, quedando campeón de Tercera División, y clasificándose para la promoción de ascenso a doble partido. Primero le tocó en suerte la AD Universidad de Oviedo, que fue batida con un 1–1 en Oviedo y un 2–1 en el Estadio Balear. La segunda y definitiva eliminatoria tocó contra la SD Gernika Club, que se saldó con un 0–0 en Guernica y un 2–0 en el Estadio Balear. Después de 18 años, el club volvería a jugar en Segunda B.
Pero la temporada 2008-09 fue un fracaso deportivo. Todo salió mal, a pesar de los cambios de jugadores y de entrenador, y el equipo acabó colista de su grupo. Tan solo un año el equipo después del ascenso el equipo volvía de nuevo a la Tercera División a falta de dos jornadas para acabar la liga.
La temporada 2009-10 comenzó con los mismos objetivos de dos años antes: campeonar y ascender. Como sucedió dos años antes, el equipo consiguió el campeonato de liga de Tercera División y se clasificó para jugar la promoción de ascenso. Le tocó el CD Tudelano, campeón del grupo navarro de Tercera División. El Atlético Baleares ganó el partido de ida en el Estadio Balear por 1–0 y perdió en la vuelta en Tudela por 2–1. Gracias al valor doble de los goles en campo contrario, el Atlético Baleares consiguió nuevamente el ascenso a Segunda B.

### Década de 2010 (I). Consolidación en Segunda División B y conversión en SAD
En su retorno a Segunda División B en la temporada 2010-11 el equipo consiguió la permanencia matemática a falta de dos jornadas. Fue su sexta temporada en la categoría. La temporada fue mucho más trascendental a nivel extradeportivo, con el inicio de su transformación en Sociedad anónima deportiva.
El 5 de mayo de 2011 una asamblea extraordinaria de socios aprobó la conversión del club en Sociedad anónima deportiva por una amplísima mayoría, con el objetivo de ascender al club a Segunda División A a corto plazo. Durante la misma también se anunció la compra de unos terrenos para la construcción de la futura ciudad deportiva del club, lo cual se consiguió el 26 de septiembre de 2012, un día antes de la celebración de la primera junta general de accionistas. Finalmente el proyecto no siguió adelante al no ser aprobado por la instituciones. El proceso de conversión en SAD culminó el 27 de septiembre de 2012 con la primera junta general de accionistas y la elección de su primer consejo de administración.
La temporada 2011-12 se marcó con el objetivo de clasificarse entre los cuatro primeros para jugar la promoción de ascenso a Segunda División A. Después de una brillante liga regular, el equipo se proclamó campeón de liga de Segunda División B, Grupo 3 a falta de dos jornadas para la conclusión del campeonato. El equipo disputó la promoción de campeones con otro campeón de grupo: el CD Mirandés, con el ascenso directo en juego, pero no superó esta eliminatoria (1–0 en Miranda de Ebro y 1–2 en el Estadio Balear) y se vio abocado a jugar la segunda fase para el ascenso. Le tocó el CD Lugo, al cual tampoco pudo superar (3–1 en Lugo y 0–0 en el Estadio Balear), quedando eliminado definitivamente.
Para la temporada 2012-13 el club volvió a hacer una gran inversión económica para clasificarse para la promoción de ascenso a Segunda División A, el Atlético Baleares contó en sus filas para esta temporada con jugadores de la talla de Walter Pandiani, Bjørn Johnsen, Roque Mesa o Jesús Perera pero el equipo transitó por media tabla durante todo el campeonato e incluso llegó a sufrir por mantener la categoría, pues aseguró la permanencia tan solo a dos jornadas para su conclusión. En cambio, el fútbol base proporcionó la mayor alegría esta temporada: el primer equipo juvenil consiguió ascender a División de Honor, máxima categoría juvenil, diez años después de lograrlo por primera (y única) vez. Fuese o no por los malos resultados deportivos, al final de la temporada el presidente Fernando Crespí y el máximo accionista del club, Bartomeu Cursach, anunciaron su retirada de la primera línea del club.
La temporada 2013-14 fue planificada de modo muy diferente. La crisis institucional que sufría el club, con la marcha de los principales inversores y la supervivencia del club en entredicho, obligaron a confeccionar un equipo modesto económicamente y para mantener la categoría; pero desde el principio se situó en los primeros lugares de la clasificación, e incluso fue líder en bastantes jornadas. Una floja recta final dejó al equipo en quinta posición y fuera de los puestos de promoción de ascenso.

### Década de 2010 (II). La era Volckmann, Copa RFEF y aspiraciones de ascenso
A nivel institucional, después de que 2013 los principales accionistas de la entidad, el presidente Fernando Crespí y el empresario Bartomeu Cursach decidiesen dejar de apoyar económicamente el proyecto blanquiazul, el club entró en una crisis institucional y económica que desembocó en la intervención judicial del mismo. La situación fue agravándose y en abril de 2014 el club entró en concurso de acreedores con Demetrio Madrid Alonso como administrador concursal designado por los juzgados de Palma de Mallorca. El 5 de mayo el club afrontó una junta de accionistas decisiva y fue escogido un consejo de administración formado por socios de base, que salvaron in extremis al club de la disolución.
Desde el 2 de junio de 2014 el club pasa a estar bajo control del empresario alemán afincado en Mallorca Ingo Volckmann, después de que este adquiriera el 51% del paquete accionarial, y a finales de octubre del mismo año el club salió del concurso de acreedores. Al año siguiente, el 21 de marzo de 2015 se llevó a cabo una ampliación de capital social de tres millones de euros que reafirmó el dominio de la nueva propiedad. Desde entonces la estabilidad económica del club (actualmente SAD) ha sido absoluta, a diferencia de épocas anteriores.
En la temporada 2014-15, con la crisis institucional ya resuelta y la supervivencia del club garantizada gracias a la llegada de la nueva propiedad, a nivel deportivo se esperaba repetir el buen papel de la temporada anterior. Pero el equipo se movió por posiciones bajas durante todo el campeonato e incluso sufrió para conseguir la permanencia hasta el tramo final de liga, quedando finalmente duodécimo.
La temporada 2015-16 en Segunda División B se planificó nuevamente para estar en los primeros puestos y optar al ascenso, aunque durante todo el campeonato de liga el equipo se movió por posiciones intermedias, sin convencer pero sin sufrir por mantener la categoría. Finalmente el equipo acabó en novena posición.
Pero a diferencia del campeonato liguero, el equipo logró hacer una brillante campaña en otra competición paralela: en la 23.ª edición de la Copa RFEF con la consecución del título. Después de superar la fase autonómica, el equipo fue superando rondas y rivales: CF Badalona, CF Lorca Deportiva, Elche Ilicitano y Gimnástica de Torrelavega hasta plantarse en la final. En esta se impuso al CF Rayo Majadahonda a doble partido (2–2 en Majadahonda y 1–0 en casa), proporcionando al club el primer título nacional absoluto de su historia.
La temporada 2016-17 fue, durante buena parte del curso, un calco de la anterior. Se volvió a confeccionar un equipo con aspiraciones de ascenso manteniendo a Christian Ziege como entrenador; pero nuevamente ofreció un rendimiento inferior al esperado, transitando por la zona media de la tabla y esta vez sin el bálsamo que supuso la consecución de la Copa RFEF la pasada temporada. El cambio de entrenador a falta de diez jornadas (Christian Ziege por Josico Moreno) dio lugar a una espectacular remontada que metió al equipo en la cuarta plaza y en la promoción de ascenso a Segunda División A en la última jornada. En la primera eliminatoria el equipo logró superar al Club Deportivo Toledo (1–1 en casa y 1–2 en Toledo), pero cayó en la segunda contra el Albacete Balompié (1–1 en casa y 2–1 en Albacete).
Durante la misma temporada se llevaron a cabo varios actos conmemorativos de los 75 años de la unión de Baleares FC y Athletic FC. El acto principal fue una exposición histórica en el CaixaForum Palma con una recopilación de fotografías, objetos y trofeos, además de referencias al origen del club en 1920. Una cena de gala clausuró los actos.
Para la temporada 2017-18, pese al brillante final de la temporada anterior el entrenador Josico Moreno no siguió en el club y le sustituyó el desconocido Armando de la Morena. El equipo tuvo un rendimiento por debajo de lo esperado y el entrenador fue cesado a media temporada; pero la situación siguió sin mejorar, con un equipo en caída libre y metido en posiciones de descenso, con la salvación cada vez más lejos en la clasificación. La contratación de Manix Mandiola fue providencial y consiguió, no sin sufrimiento e in extremis, salvar al equipo en la última jornada del campeonato después de rehacer anímica y deportivamente a la plantilla.
El gran aliciente de la temporada fue que el eterno rival local, el Real Mallorca, había descendido de categoría y se produciría un derbi en liga después de 38 años, un hito que tuvo repercusión internacional. En Son Malferit ambos equipos empataron (0–0), y en Son Moix se impusieron los mallorquinistas por la mínima (3–2).
A pesar de la inestabilidad a nivel deportivo, en la vertiente institucional las aguas bajaban tranquilas. El máximo accionista desde 2014, Ingo Volckmann, realiza una nueva inversión económica mediante una reestructuración del capital social que confirma y amplía su dominio de la SAD, y a la vez asegura el futuro del club a largo plazo.
En la temporada 2018-19 se mantuvo al artífice de la salvación, el entrenador Manix Mandiola. Después de un inicio titubeante, el equipo logró mejorar resultados, colocarse en la zona alta de la clasificación y ocupar posiciones de promoción de ascenso mediada la temporada. En la jornada 25 logró auparse al liderato de su grupo, posición que no abandonaría hasta lograr el campeonato a falta de una jornada para acabar la liga. El equipo disputó la promoción de campeones con otro campeón de grupo: el Racing de Santander, con el ascenso directo en juego, pero no superó la eliminatoria (0–0 en El Sardinero y 1–1 en Son Malferit) y se vio abocado a jugar la segunda fase de ascenso con dos eliminatorias. Primero superó a la UD Melilla (0–0 fuera y 1–0 en casa) y después le tocó el CD Mirandés (2–0 fuera y 3–1 en casa). Debido al valor doble de los goles en campo contrario, el conjunto baleárico no logró ascender y permaneció en Segunda División B.
La temporada 2019-20 discurrió inicialmente como la temporada anterior. El equipo logró colocarse desde el principio entre los primeros clasificados y ocupó el liderato de la clasificación durante buena parte del campeonato. Pero después de la disputa de la jornada 28 y siendo el equipo líder, el 11 de marzo de 2020 la RFEF suspendió la competición a causa de la pandemia de la COVID-19, primero durante dos semanas y luego de manera indefinida. A raíz de este hecho el club aplicó un ERTE a toda la plantilla. Posteriormente, el 6 de mayo la Federación confirmó la finalización de la liga regular y la disputa de una fase de ascenso simplificada que el equipo jugaría como campeón de grupo; esta decisión fue ratificada posteriormente por la jueza única de competición. El equipo disputó la promoción de campeones de grupo contra el FC Cartagena, a partido único y con el ascenso directo en juego; pero no superó la eliminatoria (0–0 y 4–3 en los penaltis). Así, se vio abocado a jugar dos eliminatorias más para ascender; primero contra la UE Cornellà, pero cayó nuevamente (0–1) y quedó definitivamente eliminado.
Paralelamente, a finales de dicha temporada el principal accionista de la SAD llevó a cabo una ampliación de capital por valor de 4,7 millones de euros con vistas a consolidar el proyecto deportivo y asegurar la viabilidad económica de la entidad.

### Década de 2020. La era Volckmann, crisis deportiva e institucional
Para esta temporada la Real Federación Española de Fútbol RFEF llevó a cabo una reestructuración de categorías a nivel estatal a raíz de la crisis de la COVID-19 que redistribuyó los clubes en función de la clasificación obtenida aquella temporada. Los primeros ascenderían a Segunda División, mientras el resto serían repartidos en dos nuevas categorías: Primera Federación y Segunda Federación. Los últimos bajarían a Tercera, ahora Tercera Federación.
La temporada 2020-21 se planificó, como las anteriores, aspirando al ascenso a Segunda División. A pesar de los buenos resultados precedentes, el entrenador Manix Mandiola abandonó el club y se contrató a Jordi Roger, proveniente de la UE Cornellà y la Balompédica Linense, para dirigir el equipo. Los resultados no fueron los esperados y a media temporada el equipo había perdido las opciones de ascenso a Segunda División y veía peligrar su clasificación para jugar en Primera RFEF. En febrero de 2021 el segundo entrenador, Xavi Calm, cogió al equipo, logrando la clasificación para la nueva Primera Federación. Mientras tanto, Roger fue reubicado como secretario técnico del club.
Para la temporada 2021-22 el equipo se estrenaba en la Primera Federación, nuevo tercer nivel de competición. El objetivo era hacer campeón (que ascendía directamente, con el nuevo formato de competición) y subir de categoría, manteniendo Xavi Calm como entrenador. El equipo se mantenía entre los cuatro primeros y esporádicamente alcanzaba el liderato, pero las altas expectativas creadas precipitaron la destitución del entrenador a mediados de la temporada. Calm fue substituido por Eloy Jiménez, con quien no mejoró la situación e incluso el equipo salió de las plazas de promoción de ascenso. En la última jornada fue sustituido por Jordi Roger, quedando en sexta posición, justo fuera de las plazas de promoción de ascenso.
La temporada 2022-23 se planificó con un recorte presupuestario importante que repercutió en la calidad de la plantilla. Jordi Roger, quien terminó la temporada anterior, seguía siendo el entrenador. Desde el principio la singladura del equipo fue irregular y muy diferente a temporadas anteriores, transitando siempre por la zona media-baja de la clasificación y ocupando durante bastantes jornadas plaza de descenso. Hasta cuatro entrenadores pasaron por el banquillo: el mencionado Roger, David Sierra, Onésimo y Tato. Con el último entrenador se consiguió un resurgimiento que hizo que el equipo alcanzara la media tabla a falta de cinco jornadas, pero un nuevo bajón hizo que se lo jugara todo en la última jornada contra la  SD Logroñés, salvando la categoría in extremis (1–2).
Paralelamente a los resultados del primer equipo, que no fueron los esperados en comparación con los obtenidos durante la década anterior, durante las últimas temporadas se vivió un paulatino enfriamiento del clima a nivel social debido principalmente a la escasa relación entre la propiedad de la SAE y la afición, debido sobre todo a la falta de participación de ésta en el funcionamiento de la entidad, hecho común a muchas sociedades anónimas deportivas al quedar el accionariado concentrado en pocas manos. Todo esto se tradujo en una paulatina desafección y falta de público en el Estadio Balear, que los resultados deportivos escondieron primero y agravaron después.

#### Brillante papel en la Copa del Rey (2021)
En paralelo a la competición liguera, el Atlético Baleares llevó a cabo una brillante singladura en la edición de la Copa del Rey de la temporada 2021-22. Tras eliminar al CD Calahorra (1–1 en los penaltis), eliminó dos equipos de Primera división: el Getafe CF (5–0) en 1/32 de final, y al Celta de Vigo (2–1), en 1/16 de final. Finalmente cayó en los octavos de final, por la mínima, contra el Valencia CF (0–1).
Ésta fue históricamente la mejor actuación del equipo en la Copa, donde nunca había llegado tan lejos al llegar a octavos y superar dos equipos de Primera división por primera vez en su historia (sólo una vez superó un equipo de Primera: la UD Salamanca, en la edición de 1977-78). Atender Liga y Copa hizo que el equipo tuviera que repartir fuerzas entre ambas competiciones durante unos meses, pero el rendimiento fue competitivo en ambos torneos. El bajón final en Liga se produjo en el tramo final de la temporada, con el equipo ya eliminado de la Copa.

## Clasificaciones

### Clasificación en el Campeonato de Mallorca
El club disputó el Campeonato Regional de Mallorca desde su creación en 1923 hasta su desaparición en 1940, con los resultados siguientes:
| - 1923-24: 1.ª Categoría (3.º) - 1924-25: 1.ª Categoría (2.º) - 1925-26: 1.ª Categoría (2.º) (*) - 1926-27: 1.ª Categoría (3.º) - 1927-28: 1.ª Categoría (1.º) | - 1928-29: 1.ª Categoría (3.º) - 1929-30: 1.ª Categoría (2.º) - 1930-31: 1.ª Categoría (4.º) - 1931-32: 1.ª Categoría (2.º) - 1932-33: 1.ª Categoría (5.º) | - 1933-34: 1.ª Categoría (2.º) - 1934-35: 1.ª Categoría (2.º) - 1935-36: 1.ª Categoría (2.º) - 1936-37: 1.ª Categoría (2.º) - 1937-38: 1.ª Categoría (4.º) | - 1938-39: 1.ª Categoría (2.º) - 1939-40: 1.ª Categoría (5.º) |

(*) campeonato de equipos escindidos
 - Ascenso

 - Descenso

### Clasificación en la Liga española
El club ha disputado la Liga española desde 1940 y ha conseguido los resultados siguientes:
| - 1940-41: 1.ª Regional (6.º) (*) - 1941-42: 1.ª Regional (3.º) (*) - 1942-43: 1.ª Regional (2.º) - 1943-44: 3.ª División (8.º) - 1944-45: 3.ª División (7.º) - 1945-46: 3.ª División (3.º) - 1946-47: 3.ª División (3.º) - 1947-48: 3.ª División (7.º) - 1948-49: 3.ª División (9.º) - 1949-50: 3.ª División (7.º) - 1950-51: 3.ª División (1.º) - 1951-52: 2ª División (10º) - 1952-53: 2ª División (14º) - 1953-54: 3.ª División (7.º) - 1954-55: 3.ª División (5.º) - 1955-56: 3.ª División (1.º) - 1956-57: 3.ª División (2.º) - 1957-58: 3.ª División (2.º) - 1958-59: 3.ª División (3.º) - 1959-60: 3.ª División (2.º) - 1960-61: 3.ª División (1.º) | - 1961-62: 2ª División (10º) - 1962-63: 2ª División (14º) - 1963-64: 3.ª División (2.º) - 1964-65: 3.ª División (1.º) - 1965-66: 3.ª División (2.º) - 1966-67: 3.ª División (3.º) - 1967-68: 3.ª División (1.º) - 1968-69: 3.ª División (5.º) - 1969-70: 3.ª División (8.º) - 1970-71: 3.ª División (17.º) - 1971-72: 3.ª División (10.º) - 1972-73: 3.ª División (19.º) - 1973-74: Reg. Preferente (3.º) - 1974-75: Reg. Preferente (1.º) - 1975-76: 3.ª División (15.º) - 1976-77: 3.ª División (6.º) (**) - 1977-78: 2.ª División B (20.º) - 1978-79: 3.ª División (17.º) - 1979-80: 3.ª División (13.º) - 1980-81: 3.ª División (19.º) - 1981-82: Reg. Preferente (3.º) | - 1982-83: Reg. Preferente (1.º) - 1983-84: 3.ª División (4.º) - 1984-85: 3.ª División (3.º) - 1985-86: 3.ª División (2.º) - 1986-87: 3.ª División (2.º) (***) - 1987-88: 2.ª División B (12.º) - 1988-89: 2.ª División B (6.º) - 1989-90: 2.ª División B (20.º) - 1990-91: 3.ª División (3.º) - 1991-92: 3.ª División (3.º) - 1992-93: 3.ª División (8.º) - 1993-94: 3.ª División (2.º) - 1994-95: 3.ª División (2.º) - 1995-96: 3.ª División (3.º) - 1996-97: 3.ª División (2.º) - 1997-98: 3.ª División (1.º) - 1998-99: 3.ª División (4.º) - 1999-00: 3.ª División (1.º) - 2000-01: 3.ª División (1.º) - 2001-02: 3.ª División (1.º) - 2002-03: 3.ª División (8.º) | - 2003-04: 3.ª División (9.º) - 2004-05: 3.ª División (19.º) - 2005-06: Reg. Preferente (1.º) - 2006-07: 3.ª División (6.º) - 2007-08: 3.ª División (1.º) - 2008-09: 2.ª División B (20.º) - 2009-10: 3.ª División (1.º) - 2010-11: 2.ª División B (13.º) - 2011-12: 2.ª División B (1.º) - 2012-13: 2.ª División B (11.º) - 2013-14: 2.ª División B (5.º) - 2014-15: 2.ª División B (12.º) - 2015-16: 2.ª División B (9.º) - 2016-17: 2.ª División B (4.º) - 2017-18: 2.ª División B (15.º) - 2018-19: 2.ª División B (1.º) - 2019-20: 2.ª División B (1.º) - 2020-21: 2.ª División B - 2021-22: 1.ª Federación (6.º) - 2022-23: 1.ª Federación (14.º) - 2023-24: 1.ª Federación (19.º) |

 - Ascenso 

 - Descenso
(*) Como Baleares FC

(**) La Segunda División B fue creada en la temporada 1977-78, y fruto de la reestructuración el equipo ascendió.

(***) La Segunda División B fue ampliada en la temporada 1987-88 y el equipo subió directamente.

### Copa del Rey
El Club se ha clasificado para jugar el torneo en un total de 30 ediciones, dependiendo de la clasificación obtenida en Liga en la temporada anterior.
| - 1920-1943: no participó - 1943-44: 2.ª ronda - 1944-45: no participó - 1945-46: no participó - 1946-47: no participó - 1947-48: 2.ª ronda - 1948-49: 1.ª ronda - 1949-50: no participó - 1950-51: no participó - 1951-52: no participó - 1952-53: 1.ª ronda - 1953-54: no participó - 1954-55: no participó - 1955-56: no participó - 1956-57: no participó - 1957-58: no participó - 1958-59: no participó - 1959-60: no participó - 1960-61: no participó - 1961-62: 2ª ronda (1/32) - 1962-63: 2.ª ronda (1/16) | - 1963-64: no participó - 1964-65: no participó - 1965-66: no participó - 1966-67: no participó - 1967-68: no participó - 1968-69: no participó - 1969-70: 2.ª ronda - 1970-71: 1.ª ronda - 1971-72: 1.ª ronda - 1972-73: 1.ª ronda - 1973-74: no participó - 1974-75: no participó - 1975-76: 1.ª ronda - 1976-77: 1.ª ronda - 1977-78: 2.ª ronda - 1978-79: 1.ª ronda - 1979-80: 3.ª ronda - 1980-81: no participó - 1981-82: no participó - 1982-83: no participó - 1983-84: no participó | - 1984-85: no participó - 1985-86: 2.ª ronda - 1986-87: 3.ª ronda (1/16) - 1987-88: 1.ª ronda - 1988-89: 3.ª ronda (1/32) - 1989-90: no participó - 1990-91: 4.ª ronda (1/32) - 1991-92: 1.ª ronda - 1992-93: 2.ª ronda - 1993-94: no participó - 1994-95: no participó - 1995-96: no participó - 1996-97: no participó - 1997-98: no participó - 1998-99: no participó - 1999-00: no participó - 2000-01: 1.ª ronda - 2001-02: 1.ª ronda - 2002-03: 1.ª ronda - 2003-04: no participó - 2004-05: no participó | - 2005-06: no participó - 2006-07: no participó - 2007-08: no participó - 2008-09: 1.ª ronda - 2009-10: no participó - 2010-11: 1.ª ronda - 2011-12: no participó - 2012-13: 1.ª ronda - 2013-14: no participó - 2014-15: 1.ª ronda - 2015-16: no participó - 2016-17: no participó - 2017-18: 2.ª ronda - 2018-19: no participó - 2019-20: 1.ª ronda - 2020-21: 1.ª ronda - 2021-22: 1/8 final - 2022-23: 1.ª ronda |

### Copa Federación
Desde la creación del torneo de Copa Federación en la temporada 1993-94, el club ha tenido un papel destacado en tres ocasiones (2001-02, 2002-03 y 2014-15) y se ha proclamado campeón en una edición (2015-16):
| - 1993-94: no participó - 1994-95: no participó - 1995-96: no participó - 1996-97: no participó - 1997-98: no participó - 1998-99: no participó - 1999-00: no participó - 2000-01: 1/16 final | - 2001-02: Semifinalista - 2002-03: 1/4 final - 2003-04: no participó - 2004-05: no participó - 2005-06: no participó - 2006-07: no participó - 2007-08: no participó - 2008-09: 1/64 final | - 2009-10: 1/32 final - 2010-11: 1/32 final - 2011-12: no participó - 2012-13: retirado - 2013-14: no participó - 2014-15: 1/4 final - 2015-16: Campeón - 2016-17: 1/16 final | - 2017-18: no participó - 2018-19: no participó - 2019-20: no participó - 2020-21: no participó - 2021-22: no participó - 2022-23: no participó |

## Presidentes
| - Bartomeu Llabrés Albertí (1920-22) - Jaume Llabrés Morey (1922-23) - Gabriel Viñas Morant (1923-24) - Cristòfol Lliteras Tous (1924-25) - Antoni Miquel Puig (1925-26) - Josep Jordà Alós (1926) - Jaume Guasp (1926-28) - Jaume Perotti Trulls (1928-29) - Lluís Fiol Alorda (1929-30) - Jaume Perotti Trulls (1930) - Antoni Estarellas (1930) - Jaume Perotti Trulls (1930-31) - Rafel Estarellas Perelló (1931) - Josep Ensenyat Alemany (1931-33) - Damià Adrover PIcornell (1933-36?) - Joan Serra Mulet (1938?-40) - Damià Adrover Picornell (1940) - Pere Serra Cladera (1940-43) - Josep Ramon Serra (1943-44) - Francesc Tomàs Cañellas (1944-47) - Josep Móra Grisol (1947-49) | - Josep Roses Rovira (1949-49) - Antoni Castelló Salas (1949-52) - Joan Roca Rubicós (1952-53) - Gabriel Ferrer Homar (1953-54) - Gabriel Genovart Riera (1954-58) - Rafel Vaquer Julià (1958-59) - Salvador Llopis Lorenzón (1959-60) - Joan Blascos Serra (1960-62) - Sebastià Grimalt Riera (1962-64) - Antoni Mestres Moll (1964-65) - Fernando Gómez Gómez (1965-66) - Jaume Planas Ferrer (1966-69) - Joan Morro Albertí (1969-70) - Gabriel Genovart Riera (1970-71) - Jeroni Petro Alemany (1971-72) - Comisión gestora (1972-73) - Antoni Mestres Moll (1973-74) - Comisión gestora (1974) - Jeroni Petro Alemany (1974-80) - Modest Subirana Cobos (1980-81) - Comisión gestora (1981) | - Joan Morro Albertí (1981-84) - Andreu Amer (1984-85) - Comisión gestora (1985) - Damià Estelrich Dalmau (1985-86) - Bartomeu Planisi Pons (1986-88) - Ramón Galante Roig (1988-89) - Comisión gestora (1989-93) - Josep de la Torre (1993-96) - Tomàs Cano Pascual (1996-98) - Miguel Ángel Gómez (1998-2002) - Josep Jurado (2002-03) - Miguel Ángel Gómez (2003-05) - Comisión gestora (2005) - Damià Estelrich Dalmau (2005-07) - Fernando Crespí Luque (2007-13) - Daniel Fiol Lustenberger (2013-14) - Fernando Crespí Luque (2014) - Joan Palmer Llabrés (2014) - Antoni Garau Bonnín (2014-15) - Ingo Volckmann (2015-) |

## Símbolos

### Himno
La música y letra del himno actual son obra de Pere Cladera. Originalmente cantado en castellano, la versión en catalán (1996) es una traducción de Rafel Pericàs Ballester y es la que actualmente se escucha en partidos y actos oficiales del club.

### Escudo
El escudo del club usado desde la fusión-absorción de Baleares FC y Athletic FC en 1942 ha sido básicamente siempre el mismo, limitándose a cambios de carácter estético a lo largo del tiempo para actualizar su imagen.
La parte superior tiene forma circular convexa y acabada en punta en sus esquinas. Por abajo su forma es redondeada, pero con terminación en punta. En sus primeros años el escudo tuvo el borde inferior redondeado, hasta los años 1960 que cambió por la forma actual.
El escudo consta de tres partes divididas horizontalmente:
- En la parte superior aparece un castillo o fortificación rodeada por un fondo blanquiazul de mar, cielo y nubes. El dibujo ha ido cambiando tanto en su forma como en sus detalles, así como la forma de las nubes.
- La parte inferior consta de un fondo blanco traspasado por tres franjas azules verticales. Esta distribución y diseño no han sufrido modificación alguna.
- La parte central, de forma rectangular y ampliada de forma circular en el centro, está reservada al nombre del Club. El tipo de letra, y especialmente las siglas C. D. (de Club Deportivo), han ido cambiando constantemente, pasando de la escritura a mano inicial hasta la tipografía actual.

Encima del escudo hay un balón de fútbol que sobresale parcialmente. Siempre ha mantenido el dibujo del antiguo esférico utilizado hasta los años 1960 y en cada diseño ha sobresalido más o menos del escudo.
En los últimos años también han surgido varias versiones no oficiales del escudo con el nombre en catalán.

### Uniforme
- Uniforme titular: Camiseta a franjas verticales blancas y azules, pantalón blanco, medias azules.
- Uniforme alternativo: Camiseta amarilla, pantalón amarillo, medias amarillas.

A lo largo de toda su historia, el equipo ha llevado las siguientes equipaciones: (*)
| 1920-1921 | 1921-1948 | 1948-1957 | 1957-1959 | 1959-1962 | 1962-1965 | 1965-1973 | 1973-1985 | 1985-1998 | 1998-2005 |  |

| 2005-2007 | 2007-2009 | 2009-2011 | 2011-2014 | 2014-2016 | 2016-2017 | 2017-2018 | 2018-2019 | 2019-2020 | 2020-2021 | 2021-2022 |  |

En las temporadas 1951-52, 1961-62, 1963 a 1965, 1972 a 1975, 1981-82 y 1985-86 el equipo llevó esporádicamente pantalones azules.

En las temporadas 1952-53 a 1957-58 y 1961-62 las medias llevaban franjas horizontales blancas y azules.
(*) Evolución extraída a partir de las fotografías del libro L'Atlètic Baleares. La història en imatges (2011), de Antoni Salas Fuster.

### Mascota
La mascota del Club es el Ferreret. Fue creado por el dibujante y caricaturista Antoni Bibiloni Palmer (Bibi). Nació durante la presidencia de Tomàs Cano (1996-98) y desde entonces su figura ha sido uno de los símbolos más populares y representativos del Club.
En la temporada 2009-10 se presentó una nueva versión del Ferreret como muñeco de animación que aparecía durante los partidos que el equipo jugaba en el Estadio Balear o en otros actos festivos del Club.
Su creador cedió los derechos del Ferreret a la Fundación Atlético Baleares, la cual es responsable de administrar y gestionar su imagen. Actualmente está presente principalmente en artículos de merchandising del Club.

## Estadio

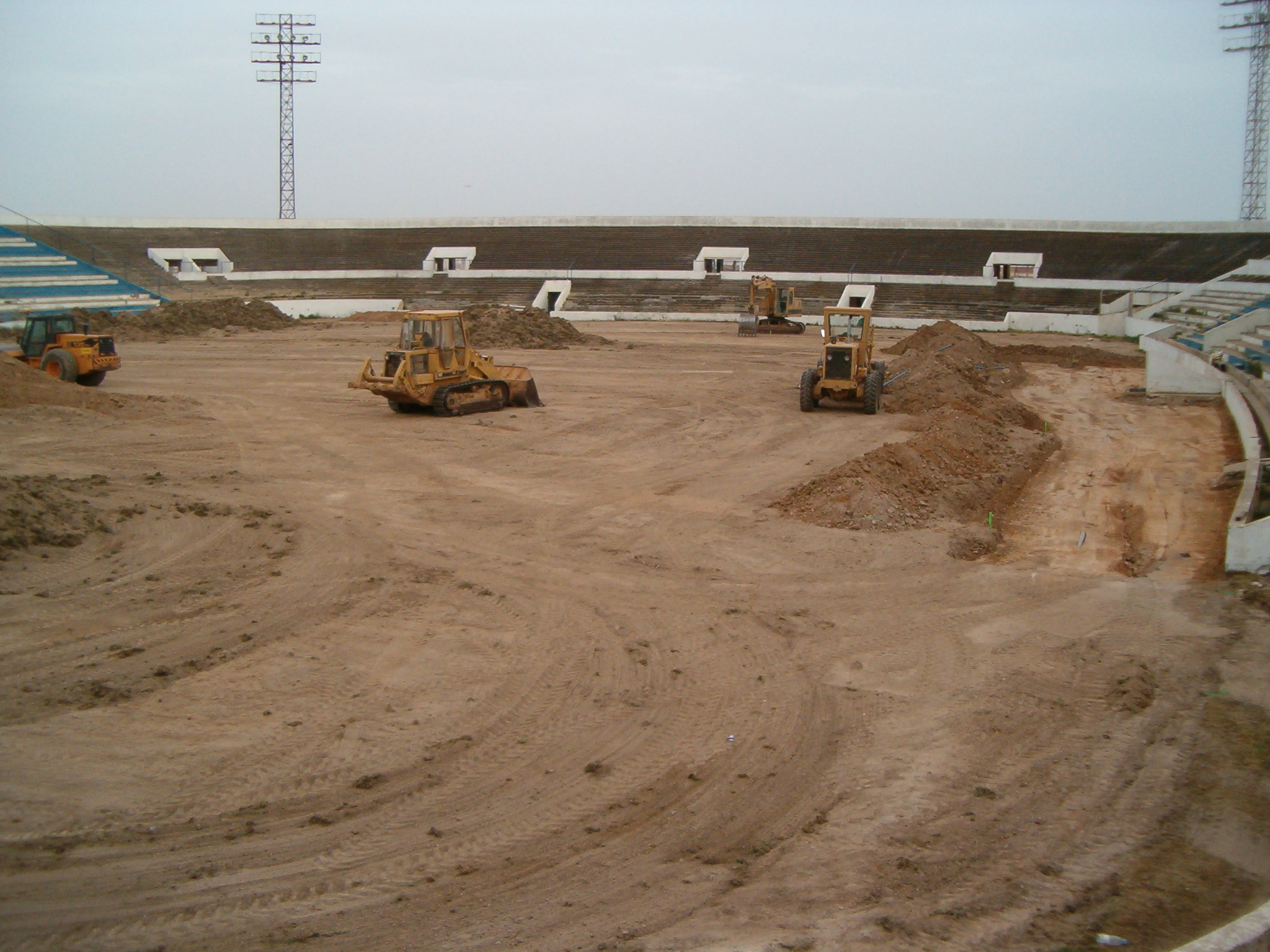
Obras llevadas a cabo en el Estadio Balear a lo largo de 2006

Después de su nacimiento el club jugó inicialmente de prestado en la entrepista del Velódromo de Tirador (1920-21), recinto deportivo con medidas no reglamentarias. Al poco tiempo se realojó en el campo de sa Síquia Reial (donde ya había jugado el Mallorca FC, uno de los equipos que lo precedieron) entre 1921 y 1923. Debido al crecimiento del club se construyó el campo de Son Canals, que fue inaugurado el 24 de julio de 1924 en el barrio homónimo y estuvo en servicio hasta la inauguración del Estadio Balear, en 1960.
El Estadio Balear es el campo en el cual el club ha disputado sus partidos oficiales desde 1960 a 2013. Se inauguró el 8 de mayo de 1960 con un partido contra el Birmingham City FC, ganando los locales por 2–0. En 2013 fue clausurado por el Ayuntamiento de Palma por amenaza de derrumbe. En 2017 el club y el Ayuntamiento de Palma llegaron a un acuerdo para su remodelación: el club se hacía cargo de la reforma integra mientras el Ayuntamiento asumía los costes del césped natural o la iluminación del campo. A finales del mismo año comenzaron oficialmente las obras, que se han ido desarrollando a lo largo de 2018.
Durante la temporada 2013-14 el equipo jugó transitoriamente en el Estadio de Magaluf, en el municipio vecino de Calviá. Desde la temporada 2014-15 juega en el campo de Campo de Son Malferit, en Palma y no muy lejos del Estadio Balear.

### Procampo
La Procampo es una comunidad de propietarios que agrupó a los accionistas del Estadio Balear desde su construcción y que ha gestionado su funcionamiento desde su construcción, en 1960, hasta 2017.
A comienzos de 1959 se emitieron 1.000 títulos de 10.000 pesetas y 1.000 de 5.000 pesetas para financiar la adquisición de los terrenos y la construcción de un nuevo estadio que, en 1960, sustituiría al viejo campo de Son Canals. De este modo todos los compradores de títulos se convirtieron en pequeños accionistas de la empresa que gestionaría el nuevo estadio, como ha estado haciendo hasta hoy. Con el tiempo estos títulos de propiedad se han ido convirtiendo en hereditarios, aunque nunca ha existido un censo de accionistas exhaustivo.
El 5 de junio de 2017, la asamblea general de accionistas de la Procampo aprobó transferir a la Fundación Atlètic Balears dichos títulos de propiedad, lo cual desbloqueó la futura reforma y rehabilitación del Estadio Balear.

## Datos del club

### Temporadas
- Temporadas en Segunda División (4): 1951-52, 1952-53, 1961-62 y 1962-63
- Temporadas en Primera Federación (2): 2021-22 y 2022-23
- Temporadas en Segunda Federación (1): 2024-25
- Temporadas en Segunda División B (16): 1977-78, 1987-88, 1988-89, 1989-90, 2008-09 y 2010-11 a 2020-21
- Temporadas en Tercera División (53): 1943 a 1951, 1953 a 1961, 1963 a 1973, 1975 a 1977, 1978 a 1981, 1984 a 1987, 1990 a 2005, 2006 a 2008 y 2009-10
- Temporadas en Regional Preferente (5): 1973-74, 1974-75, 1981-82, 1982-83 y 2005-06
- Temporadas en Primera Regional (3): 1940-41, 1941-42 y 1942-43
- Temporadas en el Campeonato Regional de Baleares (17): de 1923-24 a 1939-40
- Mejor puesto en la liga: 10.º (Segunda División, temporadas 1951-52 y 1961-62)

## Organigrama deportivo

### Plantilla y cuerpo técnico 2024-25
- Los jugadores con dorsales superiores al 25 son, a todos los efectos, jugadores del Club Deportivo Atlético Baleares Juvenil y como tales, podrán compaginar partidos con el primer y segundo equipo. Como exigen las normas de la LFP, los jugadores de la primera plantilla deberán llevar los dorsales del 1 al 25. Del 26 en adelante serán jugadores del equipo filial.
- Los equipos españoles están limitados a tener en la plantilla un máximo de tres jugadores sin pasaporte de la Unión Europea. La lista incluye solo la principal nacionalidad de cada jugador, algunos de los jugadores no europeos tienen doble nacionalidad de algún país de la UE:

### Cronología de los entrenadores
| - Gabriel Planas (ca. 1923) - Ramon Marcet (ca. 1934) - Natalio Comas Rotger (1934-35?) - Nicolau Font Pujol, Pichichi (1940-42?) - Antoni Sorribas (1942-44) - Gabriel Bonnín Bonnín, Xato (1944-46) - Sebastià Alzamora Mateu (1946-48) - Manuel Cros Grau (1948) - Pere Solé (1948-49) - Esteve Platko Kopiletz (1949-50) - Joan Obiol (1950) - Gaspar Rubio Meliá (1950-52) - Andreu Quetglas (1952-53) - Gabriel Bonnín Bonnín, Xato (1953) - Pau Vidal (1953) - Manel Belenguer (1953-54) - Antoni Ferrer (1954) - Gabriel Bonnín Bonnín, Xato (1954-56) - Jaume Brondo Ferrer (1955-57) - Antoni Barceló (1957) - Joan Navarro (1957-58) - Jaume Brondo Ferrer (1958) - Joan Navarro (1958-59) - Juan Beltrán (1959-60) - Joan Navarro (1960-61) - Alfonso Aparicio Gutiérrez (1961-62) - Satur Grech Pomares (1962) - Josep Valera (1962-63) - Dagoberto Moll Sequeira (1963-64) - Andreu Quetglas (1964) - Gabriel Sunyer (1964-65) - Enric Rabassa Llompart (1965-66) - Josep Valls (1966) - Gabriel Sunyer (1966-67) - Juanito Vázquez Toledo (1967) | - Mariano García, Marianín (1967-68) - Manuel Martín Vences (1968-69) - Ángel Cobo (1969) - Enric Agustí (1969-70) - Desiderio Herrero (1970) - Jaume Arqué Ballester (1970-72) - Francesc Serra (1972) - Enric Agustí (1972) - Antoni Oviedo Saldaña (1972-73) - Josep Calvo (1973) - José Pinto Rosas (1973) - Francesc Serra (1973-74) - Antoni Oviedo Saldaña (1974-75) - Vicent Sasot Fraucà (1975-76) - Antoni Oviedo Saldaña (1976-78) - Juan Pérez Nieto (1978-79) - Joan Tauler (1979) - Hugo Villamide Abelanda (1979) - Josep Jaume Alzamora (1979-80) - Llorenç Barceló (1980) - Àngel Cobo (1980-81) - Fernando Sánchez Alexanko (1981) - Francesc Amengual, Paco (1981-82) - Andreu Quetglas Borràs (1982) - Manuel Martín Vences (1982-83) - Jaume Cano Nicolás (1983) - Manuel Martín Vences (1983-85) - Antoni Oviedo Saldaña (1985-86) - Santiago Araújo Barriuso (1986) - Manuel Martín Vences (1986-88) - Ignacio Martín Esperanza (1988-90) - Luis Cela Bustabad (1990) - Ignasi Goyenechea Ocáriz, Chea (1990-92) - Francisco Solera (1992-93) - Antoni Campoy (1993-95) | - Miguel Magaña (1995-97) - Miquel Crespí Soler (1997-2001) - Benigno Sánchez Yepes (2001-02) - Nicolás López Vidal (2002-03) - Paco Clos Orozco (2003-04) - Juan López Castillo (2004) - Miquel Bestard (2004) - Lluís Espinosa Llamas (2004) - Josep Garrido & Josep Manchón (2004-05) - Antoni Amor Fernández (2005-07) - Tomàs Gibert Requena (2007-08) - Antonio Cazorla (2008) - Francisco López Alfaro (2008-09) - Francesc Chichi Soler Atencia (2009) - Pere Mariano García Perelló (2009) - Ángel Pedraza Lamilla (2009-10) - Goran Milojević (2010) - Gustavo Siviero (2010-12) - Josep Sansó Nicolau (2012-13) - Francesc Chichi Soler Atencia (2013) - Nicolás López Vidal (2013-15) - Gustavo Siviero (2015) - Christian Ziege (2015-17) - Josico Moreno (2017) - Armando de la Morena (2017) - Horacio Melgarejo (2017-18) - Manix Mandiola (2018-20) - Jordi Roger Ceballos (2020-21) - Xavier Calm Sans (2021-22) - Eloy Jiménez Moreno (2022) - Jordi Roger Ceballos (2022) - David Sierra (2022) - Onésimo Sánchez (2022-2023) - José A. García Escudero, Tato (2023) - Juanma Barrero (2023-2024) - Jaume Mut (2024-2025) - Luis Blanco Garrido (2025-) |

## Equipo femenino
El primer equipo femenino juega en la Primera Federación, segundo nivel del fútbol femenino español. Disputa sus partidos en el Campo de Son Malferit.
Tuvo un precedente en la temporada 1984-85, pero no tuvo continuidad más allá de aquella temporada. Para la temporada 2018-19 se creó la sección actual, con un equipo en categoría regional que logró ascender a la Primera Nacional esa misma temporada. En 2019 se creó un segundo equipo en categoría regional, y en 2020 un tercero.

## Categorías inferiores

### Equipo filial
El club ha tenido segundo equipo en diversas fases de su historia. Desde los años 1920 el Baleares FC (luego Atlético Baleares) tuvo un equipo reserva que se mantuvo hasta los años 1950. Durante los años 1960 tuvo como equipo vinculado el CD San Javier, que ejerció de equipo filial. Este equipo vestía íntegramente de amarillo, hecho por el que se adoptó este color como equipación reserva en bastantes ocasiones desde entonces.
Entre 1990 y 2000 existió el CD Atlético Baleares B, que jugó en categorías regionales:
| - 1990-91: 3.ª Regional, Gr. A (4.º) - 1991-92: 3.ª Regional (2.º) - 1992-93: 2.ª Regional (4.º) | - 1993-94: 1.ª Regional (1.º) - 1994-95: Reg. Preferente (19.º) - 1995-96: 1.ª Regional (11.º) | - 1996-97: 1.ª Regional (6.º) - 1997-98: 1.ª Regional (12.º) | - 1998-99: 1.ª Regional (6.º) - 1999-00: 1.ª Regional (11.º) |

En los últimos años el club estableció convenios de filialidad con clubes de Tercera División como el CD Montuiri en 2011, y más recientemente con el CD Santañí en 2018, haciendo las veces de enlace entre la categoría juvenil y el primer equipo.

### Fútbol base
El club tiene un amplio Fútbol base que abarca todas las edades. Los titulares son el mismo Atlético Baleares y el Balears Futbol Club, entidad vinculada y totalmente integrada en el organigrama deportivo. A pesar del elevado número de equipos, el Fútbol base del club siempre ha estado limitado por la inexistencia de una ciudad deportiva propia. Hasta ahora ha sido solventado alquilando otros terrenos de juego.
- Juvenil A (Liga Nacional)
- Juvenil B (Preferente)
- Cadete A (Primera Regional)
- Cadete B (Primera Regional) (*)
- Infantil A (Primera Regional)
- Infantil B (Primera Regional) (*)
- Infantil C (Segunda Regional)
- Alevín A (Preferente)
- Alevín B (Preferente) (*)
- Alevín C (Primera Regional) (*)
- Benjamín A (Primera Regional)
- Benjamín B (Primera Regional) (*)
- Benjamín C (Segunda Regional) (*)
- Pre-Benjamín A (Grupo Palma)
- Pre-Benjamín B (Grupo Palma) (*)
- Pre-Benjamín C (Grupo Palma) (*)

(*) Pertenecientes al "Balears Fútbol Club"

## Veteranos
La Asociación de Futbolistas Veteranos del Atlético Baleares fue creada el 14 de mayo de 2011. Jugó su primer partido oficial en el Estadio Balear el 5 de noviembre del mismo año contra los veteranos del FC Barcelona (1–2) y desde entonces ha disputado multitud de compromisos contra equipos de exfutbolistas.
Entre 2012 y 2015 el equipo participó en la liga de veteranos organizada oficialmente por la federación balear.
- 2012-13: Campeón (L) y semifinalista (E)
- 2013-14: Campeón (L)
- 2014-15: Subcampeón (L)

(L): competición de liga. (E): eliminatorias por el título

## Palmarés
El palmarés del club a nivel nacional comprende tres campeonatos de grupo de Segunda División B, una Copa RFEF, además de 11 títulos y 10 subcampeonatos de Tercera División. A nivel regional ha logrado un subcampeonato del Campeonato Regional de Baleares, un Campeonato de Mallorca y 9 subcampeonatos. En lo que se refiere a la competición femenina acumula dos campeonatos regionales.
Nota: en negrita competiciones vigentes en la actualidad.
| Competición nacional             | Títulos                                                                                             | Subcampeonatos                                                                           |
| -------------------------------- | --------------------------------------------------------------------------------------------------- | ---------------------------------------------------------------------------------------- |
| Segunda División B de España (3) | 2011-12 (Grupo 3), 2018-19 (Grupo 3), 2019-20 (Grupo 1)                                             | --                                                                                       |
| Copa RFEF (1)                    | 2015-16                                                                                             | --                                                                                       |
| Tercera División (11)            | 1950-51, 1955-56, 1960-61, 1964-65, 1967-68, 1997-98, 1999-2000, 2000-01, 2001-02, 2007-08, 2009-10 | 1956-57, 1957-58, 1959-60, 1963-64, 1965-66, 1985-86, 1986-87, 1993-94, 1994-95, 1996-97 |

| Competición regional                | Títulos                   | Subcampeonatos                                                                    |
| ----------------------------------- | ------------------------- | --------------------------------------------------------------------------------- |
| Campeonato de Baleares              | --                        | 1927-28                                                                           |
| Campeonato de Mallorca (1)          | 1927-28                   | 1924-25, 1925-1926, 1929-30, 1931-32, 1933-34, 1934-35, 1935-36, 1936-37, 1938-39 |
| Copa Presidente de la República (2) | 1935, 1936                | --                                                                                |
| Liga Mallorca (2)                   | 1939, 1943                | 1936                                                                              |
| Regional Preferente (3)             | 1974-75, 1982-83, 2005-06 | --                                                                                |
| Primera Regional                    | --                        | 1942-43                                                                           |
| Copa RFEF (fase autonómica) (3)     | 2000-01, 2009-10, 2015-16 | 2003-04                                                                           |

| Competición femenina | Títulos | Subcampeonatos |
| -------------------- | ------- | -------------- |
| Liga Regional (1)    | 1984-85 | --             |
| Liga Autonómica (1)  | 2018-19 | --             |
| Tercera Federación   | --      | 2021-22        |
| Segunda Federación   | --      | 2023-24        |

| Otras competiciones         | Títulos | Subcampeonatos                                                                                      |
| --------------------------- | --- | --------------------------------------------------------------------------------------------------- |
| Trofeo Nicolás Brondo (29)  | 1966, 1967, 1970, 1974, 1975, 1977, 1979, 1980, 1987, 1989, 1991, 1996 a 1999, 2001, 2004, 2007, 2010 a 2021 | 1968, 1969, 1971, 1972, 1973, 1978, 1981-1986, 1993, 1994, 2000, 2002, 2003, 2005, 2008, 2009, 2022 |
| Trofeo de s'Agricultura (4) | 2007, 2008, 2011, 2014                                                                                       | 2010                                                                                                |
| Copa Uruguay (4)            | 1959, 1966, 1967, 1968                                                                                       | 1964, 1965                                                                                          |
| Copa Ayuntamiento           | -- | 1921                                                                                                |

## Trofeo Nicolás Brondo
El Trofeo Nicolás Brondo es un torneo de verano organizado por el club desde 1966 que sirve de presentación oficial del primer equipo antes de empezar la temporada. Su nombre se debe al periodista deportivo Nicolás Brondo Ferrer (1920-1965), habitual seguidor y cronista del equipo. Actualmente es el torneo veraniego más antiguo que se juega en las Islas Baleares.

## Peñas y masa social
Las peñas son agrupaciones de aficionados que mantienen la afición a los colores del club, aglutinan su masa social y proyectan socialmente el sentimiento baleárico. Históricamente el club siempre ha disfrutado de peñas de aficionados desde su fundación, diseminadas por diversos locales de la ciudad. La peña que más popularidad tuvo en su momento fue la del Bar Pasaje (c/ Sindicato, 57), creada hacia el año 1943 y activa hasta 1971 cuando el bar tuvo que cerrar sus puertas. Otras peñas fueron las del Bar Avenida (en las Avenidas), Bar Vidal (c/ Aragón, 89), Bar Gomila (pl. de Pedro Garau), y Bar Baleares (c/ Aragón, 73). También hubo establecimientos en los barrios de Santa Catalina y el Vivero.
Sus actividades fomentan la confraternización de los peñistas y entre las mismas peñas, la animación colectiva en el campo o por televisión en su sede social, organizar los desplazamientos para acompañar al equipo como visitante y la celebración de cualquier actividad relacionada con el club y su afición.

### Federación de Peñas
La Federació de Penyes de l'Atlètic Balears (FPATB) se fundó en octubre de 2010. Es un ente que actualmente agrupa a casi todas las peñas existentes, totalmente independiente del club.
Sus principales objetivos son los siguientes:
- Coordinar las actividades de las diferentes peñas.
- Defender los intereses de peñas y aficionados.[164]
- Intercambiar información sobre sus actividades.
- Fomentar la hermandad entre las peñas y con otras asociaciones afines.
- Organizar o participar en actos culturales, deportivos o recreativos.
- Planificar la animación durante los partidos o los desplazamientos fuera del campo.

En suma, la Federación pretende promover y mantener la celebración de cualquier actividad relacionada con el club, así como ayudar a aficionados y peñistas en todo lo que fuera necesario.

## Fundació Atlètic Balears
La Fundació Atlètic Balears (en castellano, Fundación Atlético Baleares) es una entidad sin ánimo de lucro vinculada al club. Fue constituida el 21 de septiembre de 2007 e inscrita en el Registro Único de Fundaciones de las Illes Balears el 17 de noviembre de 2008 con CIF G-57526402.
Los objetivos de la Fundación son los siguientes:
- Impulso del desarrollo del Atlético Baleares, además de su imagen a nivel local y nacional
- Compromiso con la cultura en todos los ámbitos
- Defensa de los valores de civismo, la convivencia y la promoción del deporte en las Islas Baleares